# Dennis di Cicco
Dennis di Cicco (* 1950) ist ein US-amerikanischer Amateurastronom und Asteroidenentdecker.
Er lebt in Massachusetts und macht seine Beobachtungen und Photographien von Asteroiden von seinem privaten Observatorium in Sudbury (IAU-Code 817) aus. Im Zeitraum von 1994 bis 1997 entdeckte er so 59 Asteroiden. 
Er arbeitet als Chefredakteur des Astronomiemagazins Sky & Telescope, dessen Redaktion er seit 1974 angehört. Sein spezielles Interesse gilt der astronomischen Photographie und ihrer Geschichte, der Fertigung von Teleskopen und astronomischen Beobachtungen. In den Jahren 1978–79 war er der Erste, dem es gelang das Analemma photographisch festzuhalten, indem er 48 separate Bilder auf einem Film über einen Zeitraum von 12 Monaten aufnahm. Das Projekt ist in der Ausgabe der "Sky & Telescope" vom Juni 1979 ausführlich beschrieben. 
Der Asteroid (3841) Dicicco wurde nach ihm benannt.